# Utz Claassen

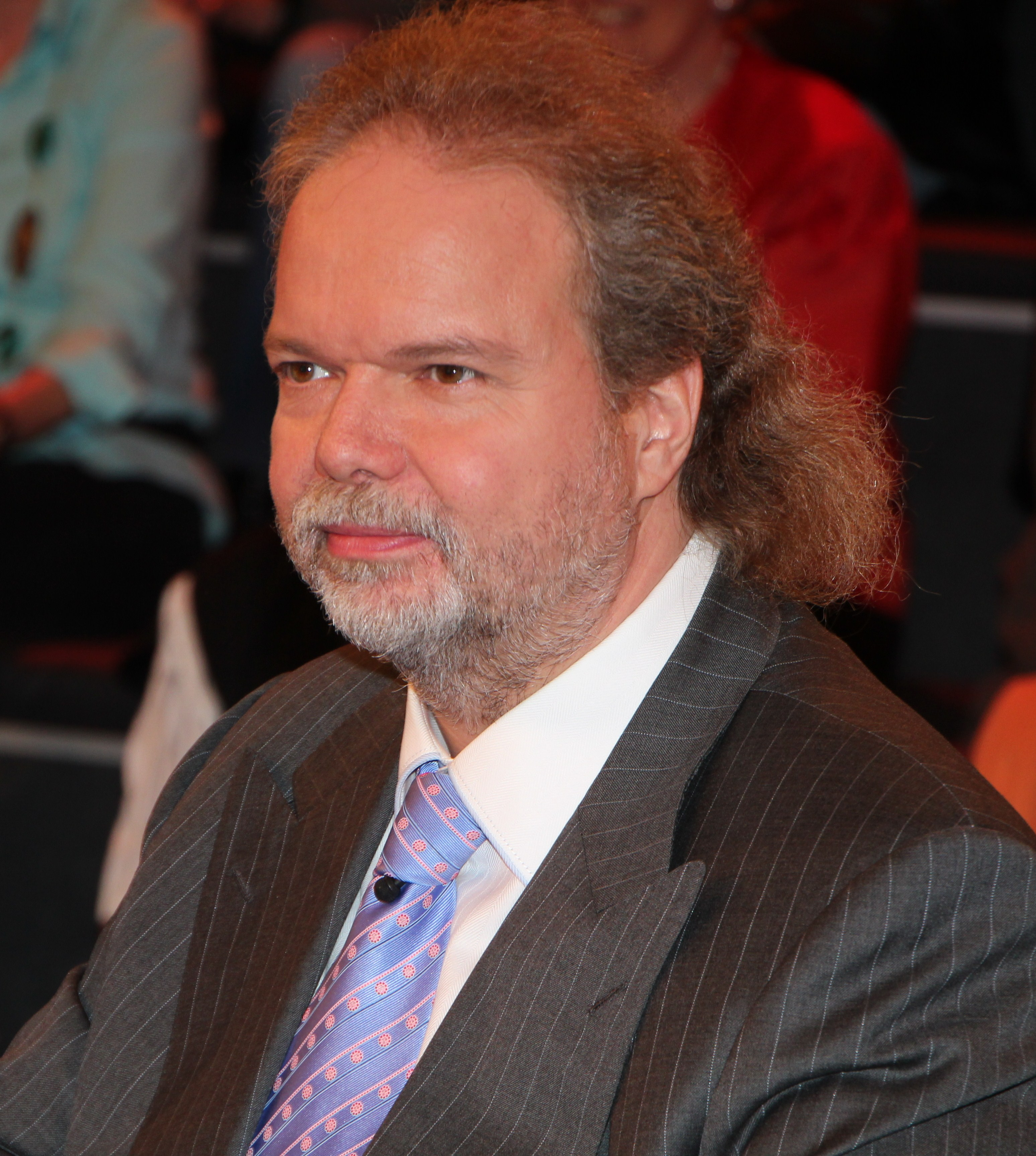
Utz Claassen bei Markus Lanz (2011)

Utz Claassen (* 7. Mai 1963 in Hannover) ist ein deutscher Manager, Investor, Hochschuldozent und Publizist. Seit Januar 2018 leitet er als CEO das Medizintechnikunternehmen Syntellix als Vorstandsvorsitzender. Der Öffentlichkeit bekannt wurde Claassen durch eine Vielzahl von Mandaten in Unternehmen, unter anderem als Vorstandsvorsitzender der Sartorius, der EnBW und der Solar Millennium, als Aufsichtsratsvorsitzender der Mifa sowie als Präsident der von ihm selbst gegründeten Medizintechnikfirma Syntellix. Außerdem war er kurzzeitig Präsident des Fußballvereins Hannover 96 und war Besitzer des spanischen Fußballclubs RCD Mallorca.

## Ausbildung
Claassen wuchs in Schöningen und Hannover-Linden auf. Er übersprang die erste Klasse und legte mit 17 Jahren nach 11 Jahren Schulzeit vorzeitig an der Helene-Lange-Schule das Abitur mit einem Notendurchschnitt von 0,7 ab. Da Claassen sein Abitur mit diesem Ergebnis abgelegt hatte, lud ihn der damalige Moderator Joachim Fuchsberger in die ARD-Sendung Auf Los geht’s los vom 20. Juni 1981 ein.
Anschließend studierte er Wirtschaftswissenschaften an der Leibniz Universität Hannover und vorübergehend zusätzlich Medizin an der Medizinischen Hochschule Hannover. Das Studium der Wirtschaftswissenschaften schloss er 1985 mit Bestnoten im Alter von 22 Jahren als Diplom-Ökonom ab. Seine Diplomarbeit zum Thema „Großhirnforschung, Unternehmer und Wirtschaftspolitik“ wurde 1987 als Buch veröffentlicht.
Von 1987 bis 1989 war Claassen Michael Wills Scholar des Magdalen College an der University of Oxford. Für die Zeit von 1986 bis 1987 wurde er zum Präsidenten aller postgraduierten Studenten des Magdalen College und der Universität Oxford gewählt. 1989 erhielt Claassen im Alter von 26 Jahren mit der Note magna cum laude den Doktortitel der Staatswissenschaften an der Leibniz Universität Hannover.

## Berufliche Laufbahn

### Beginn der Karriere
Von 1987 bis 1989 war Claassen bei der Unternehmensberatung McKinsey & Company in der Funktion eines Projektleiters tätig (als Associate, später als Senior Associate). Von 1989 bis 1992 arbeitete er bei Ford of Europe, unter anderem als verantwortlicher Controller und Mitglied des ersten Simultaneous-Engineering-Teams mit bereichsübergreifenden Maßnahmen. Am 16. Juni 1992 wechselte er als Hauptabteilungsleiter Funktionales Controlling zu Volkswagen. Ab dem 1. Dezember 1992 war er Hauptabteilungsleiter im Bereich Controlling, Forschung und Entwicklung. Ab dem 1. Juni 1993 leitete er den neu geschaffenen Bereich Controlling Produktlinien. Am 10. Juni 1993 wurde er Vertreter des Markenvorstandes Controlling und Rechnungswesen. Mit Wirkung zum 1. Juli 1993 wurde Claassen zum Bereichsleiter im Geschäftsbereich Controlling und Rechnungswesen ernannt und am 1. September 1993 in den oberen Führungskreis berufen.
Zwischen 1994 und 1997 war Claassen Finanzvorstand und Vertreter des Präsidenten der VW-Tochter Seat. Die während seiner Amtszeit eingeführten durchgreifenden Sanierungsmaßnahmen führten dazu, dass das Unternehmen innerhalb von drei Jahren wieder in die Gewinnzone gebracht werden konnte, nachdem es noch das Geschäftsjahr 1993 mit einem Verlust von 151 Milliarden Peseten (1,8 Milliarden DM) abgeschlossen hatte.
Von 1997 bis 2003 war er Vorstandsvorsitzender des Biotech- und Mechatronik-Unternehmens Sartorius. In Claassens Amtszeit verdoppelte Sartorius den Umsatz, verbesserte die Ertragspotenziale und es erfolgten sechs Übernahmen. Während einige Eigentümer ihm nach seinem Ausscheiden Misswirtschaft vorwarfen, sagte Karin Sartorius-Herbst anlässlich seiner Verabschiedung „Wir haben ihm einfach zu danken, dass wir noch existieren“. Mitarbeiter äußerten sich ebenfalls positiv über Claassens Führungsstil.

### EnBW
2003 folgte er Gerhard Goll als Vorstandsvorsitzender der EnBW, die er 2007 wieder verließ. Während seiner Amtszeit bei EnBW war er Mitglied des Vorstandsrates des Verbandes der Elektrizitätswirtschaft e. V. und stellvertretender Vorstandsvorsitzender des Verbandes der Verbundunternehmen und Regionalen Energieversorger in Deutschland (VRE e. V). Von 2006 bis 2007 war er als erster Deutscher Mitglied des Comité Exécutif der Electricité de France.
Laut Jahresabschlussbericht durch die Wirtschaftsprüfungsgesellschaft PwC fand Utz Claassen bei seinem Einstieg bei EnBW im Mai 2003 ein defizitäres Unternehmen vor. 2003 hatte der Versorger einen Milliardenverlust (minus 1,193 Mrd. Euro) vor allem durch Abschreibungen auf Firmenwerte eingetragen; die Dividende war ausgefallen. 2004 kehrte das Unternehmen durch Kostensenkungen und Beteiligungsverkäufe mit einem Nettogewinn von 308 Millionen Euro unter dem Strich in die Gewinnzone zurück.
Claassen wurde vorgeworfen, nach seinem Amtsantritt die Lage des Konzerns schlechtgerechnet haben zu lassen, um sich anschließend als erfolgreicher Sanierer darstellen zu können. Die Staatsanwaltschaft nahm Ermittlungen auf, nachdem er im August 2003 in seiner ersten Halbjahresbilanz Abschreibungen von einer Milliarde Euro auf Beteiligungen gebildet hatte. Diese Abschreibungen dienten nach Claassens Angaben jedoch dazu, „Altlasten“ seines Vorgängers Gerhard Goll zu bereinigen, der in der Vergangenheit einen aggressiven Akquisitionskurs eingeschlagen und gegen den die Staatsanwaltschaft seit 2003 wegen der Beschönigung der Bilanz ermittelt hatte. Ferner seien Abschreibungen neuen internationalen Bilanzregeln und diversen Altlasten geschuldet, so Claassen. Bei den Vorwürfen ging es unter anderem um eine 29,9-Prozent-Beteiligung an den Stadtwerken Düsseldorf, die 2001 für knapp 450 Millionen Euro erworben worden war. Nach seinem Amtsantritt bewertete Claassen die Beteiligung bilanziell um 208 Millionen Euro geringer. Damit wollte er der noch von Goll entschiedenen Umstellung der Bilanzierung von HGB auf IFRS entsprechen. 2006 stellte die Staatsanwaltschaft das Verfahren gegen Utz Claassen gemäß § 170 StPO ein, da die Ermittlungen nicht genügenden Anlass zur Erhebung einer Klage ergeben hatten. Die Ermittlungen gegen Goll wurden ebenfalls eingestellt.
Weil Claassen sechs Mitglieder der baden-württembergischen Landesregierung sowie den Staatssekretär im Bundesumweltministerium Matthias Machnig, die sämtlich im Amt mit der EnBW in Kontakt standen, persönlich zu Spielen der Fußball-Weltmeisterschaft 2006 eingeladen hatte, erhob die Staatsanwaltschaft Karlsruhe gegen ihn Anklage wegen Vorteilsgewährung. Das Landgericht Karlsruhe sprach Claassen am 28. November 2007 frei, nachdem dieser sich anders als zwei der von ihm bedachten Regierungspolitiker nicht auf den von der Staatsanwaltschaft vorgeschlagenen Handel eingelassen hatte, das Verfahren gegen eine Geldbuße einzustellen: „Ich kann nicht einer Einstellung gegen Geldauflage zustimmen, wenn ich zu hundert Prozent von meiner Unschuld überzeugt bin“. Die von der Staatsanwaltschaft eingelegte Revision wurde im Oktober 2008 vom Bundesgerichtshof verworfen. Am Ende des Verfahrens bezeichnete Claassen das Urteil als einen Sieg für den Sport, für das Sportsponsoring und dafür, dass auch künftig noch ein angemessener Kontakt und Diskurs zwischen Politik und Wirtschaft im gesellschaftlichen Rahmen möglich sei. Die Verfahren gegen die beiden Politiker, die das Angebot annahmen, wurden gegen Zahlung von jeweils 2500 Euro eingestellt.
Utz Claassen verließ EnBW am 30. September 2007 auf eigenen Wunsch vor dem Ende der Vertragslaufzeit. Sein hohes Übergangsgeld wurde in der Öffentlichkeit kritisiert und führte schließlich zu einer Kürzung künftiger EnBW-Übergangsgelder und Pensionszahlungen auf ein Drittel des an Claassen zu zahlenden Betrages. Kritik an Claassens Führungsstil drang von Seiten seiner Mitarbeiter und Geschäftspartner wiederholt an die Öffentlichkeit. So wurde behauptet, er habe eine Kultur des Misstrauens und der Intrige entstehen lassen und sich zu Unrecht mit den Erfolgen seines Vorgängers Gerhard Goll geschmückt. Erst nach einer gerichtlichen Auseinandersetzung verzichtete er auf eine Frührente in Höhe von 400.000 Euro pro Jahr gegen eine Einmalzahlung in Höhe von 2,5 Millionen Euro. Im Jahr 2004 hatte Claassen eine Vergütung in Höhe von 4,17 Millionen Euro erhalten.

### Syntellix
2008 gründete Claassen den Medizintechnik-Hersteller Syntellix AG und agierte zunächst als dessen Mehrheitsaktionär und Aufsichtsratsvorsitzender. Das Hauptprodukt des Unternehmens ist Magnezix, ein im Humangewebe abbaubares Material für osteosynthetische Implantate zur Behandlung von Knochenbrüchen aus einer speziellen Magnesium-Legierung.
Bis Ende 2016 war auch Claassens langjähriger Freund Carsten Maschmeyer an der Syntellix AG beteiligt, bis er infolge eines Rechtsstreits zwischen den beiden Aktionären ausschied. Als Ausgangspunkt gilt u. a. eine Strafanzeige Maschmeyers gegen Claassen wegen des Verdachts der Untreue. Zum Anlass nahm Maschmeyer einen 2015 geschlossenen Sponsorenvertrag zwischen der Firma Syntellix und dem spanischen Fußballclub RCD Mallorca, bei dem Claassen neben seiner Tätigkeit bei Syntellix als Präsident und leitender Geschäftsführer agierte. Maschmeyers Anwalt Gerhard Strate warf Claassen vor, er hätte den Syntellix-Aufsichtsrat über den durch seine Doppelfunktion entstehenden Interessenkonflikt unterrichten müssen.
Entgegen den Beschuldigungen durch Maschmeyer erkannte die Staatsanwaltschaft Hannover jedoch keine zureichenden Anhaltspunkte für ein strafbares Verhalten. Sie begründete diese Entscheidung damit, dass derartige Werbeverträge ein branchenübliches Mittel von umsatzorientierten Unternehmen seien. Auch zivilrechtlich blieb Maschmeyer gegen Claassen vor dem Landgericht Hannover erfolglos. Claassen selbst widersprach den Vorwürfen bereits auf einer Aktionärsversammlung von Syntellix und leitete ebenfalls rechtliche Schritte gegen Maschmeyer ein.
Schließlich einigten sich die beiden Unternehmer bei einer Aktionärsversammlung kurz vor Weihnachten 2016 außergerichtlich. Wie eine im Bundesanzeiger veröffentlichte Meldung bestätigte, übertrug Maschmeyer im Zuge dessen seine gesamte Beteiligung auf Claassen, der daraufhin 77,7 % der Anteile auf sich vereinigte.
Im Januar 2018 wechselte Claassen vom Aufsichtsratsvorsitz an die Spitze des Vorstands der Syntellix, um die operative Entwicklung zu beschleunigen und international zu expandieren.
Seither widmet sich Claassen schwerpunktmäßig seiner Vorstandstätigkeit bei Syntellix, seit 2020 von der neuen Unternehmenszentrale in Singapur aus. Von Maschmeyer, mit dem er seit den Streitigkeiten um Syntellix verfeindet ist, und einem früheren Mitarbeiter, der Maschmeyers Investmentfirma im Aufsichtsrat von Syntellix vertrat, versucht Claassen vor dem Münchener Landgericht I Schadensersatz in Höhe von sechs Millionen Euro wegen Imageschädigung des Unternehmens zu erlangen.
Gemäß einer Präsentation für Investoren von Syntellix sollte das Unternehmen ab 2019 profitabel arbeiten und ab 2022 einen Umsatz von prognostizierten 175 Millionen Euro generieren. Claassen verfehlte dieses Ziel laut Handelsblatt um 99 Prozent - der tatsächlich lag bei kaum 1,2 Millionen Euro. Die Geschäftszahlen für 2023 wurden von Syntellix nicht veröffentlicht und die Hauptversammlung von Claassen mehrfach verschoben. Im Sommer musste das Unternehmen aufgrund einer Räumungsklage wegen ausstehenden Mietzahlungen aus seiner Firmenzentrale in Hannover ausziehen.

#### Ermittlungen
Seit April 2023 ermittelt die Staatsanwaltschaft Hannover wegen Verdachts der Insolvenzverschleppung bei Syntellix. Neben Claassen als Vorstandsvorsitzender richten sich die Untersuchungen auch gegen weitere Personen der Unternehmensführung. Löhne an Mitarbeiter wurden durch Syntellix nach Medienangaben seit 2021 verspätet oder nicht gezahlt. Eine Reihe von Mitarbeitern klagte daraufhin gegen Geschäftsführer Claassen. Da sich der in Asien befindliche Claassen weigerte, dem Gerichtsvollzieher sein Vermögen offen zu legen, wurden im April 2024 mehrere vollstreckungsrechtlichen Haftbefehle gegen Claassen verhängt. Claassen blieb nach Einschätzung des Gerichts Terminen „unentschuldigt fern“, es erkannte ein Attest eines ausländischen Arztes nicht an. Mit Beschluss vom 12. August 2024 hat eine Zivilkammer des Landgerichts Hannover diese Maßnahme wieder aufgehoben.
Mitte August 2024 durchsuchte die Staatsanwaltschaft Hannover ein Lager von Syntellix in Seelze, um Beweismittel zu sichern, da nach der Räumung der Firmenzentrale Unterlagen dorthin gebracht wurden.

### Solar Millennium
Zum 1. Januar 2010 wurde er Vorstandsvorsitzender der Solar Millennium in Erlangen. Bei Solar Millennium erhielt Utz Claassen einen 5-Jahres-Vertrag mit einem monatlichen Fixgehalt von 100.000 Euro und weiteren Vergünstigungen. Seine Berufung sorgte in der Branche für Erstaunen, zumal er als Befürworter der Kernenergie galt. Bereits nach zweieinhalb Monaten legte er am 15. März 2010 sein Amt nieder. Claassen gab an, er fühle sich von den Verantwortlichen der Solar Millennium getäuscht, und warf ihnen unsaubere Geschäftspraktiken vor. Den Posten des Vorstandsvorsitzenden habe er nur angenommen, weil er über die wahre wirtschaftliche Situation der Firma nicht informiert worden sei.
Sein Verhalten geriet wegen der Antrittsprämie von 9 Millionen Euro Ende Mai 2010 in die öffentliche Kritik, weil er seinen Anspruch mit einer Feststellungsklage durchzusetzen versuchte und nur 2,5 Millionen Euro zurückzahlen wollte. Für seine 74-tägige Amtszeit forderte er Schadenersatz und eine Abfindung von 7,12 Millionen Euro. Das Unternehmen bestritt die Rechtmäßigkeit der Antrittsprämie nach so kurzer Amtszeit und forderte Schadenersatz in Höhe von 9 Millionen Euro. Nach einer kurzen Verhandlung vor dem Landgericht am 9. September 2011 wurde ein Vergleich angestrebt, das weitere Verfahren verzögerte sich aber aufgrund der Insolvenz von Solar Millennium im Dezember 2011. Schließlich wurde im April 2013 eine Einigung erzielt. Der Insolvenzverwalter der Solar Millennium hatte eine Prüfung des Sachverhalts vorgenommen und war zu dem Ergebnis gekommen, dass Claassens Kündigung begründet und rechtmäßig war und daher keinerlei Rückforderungsansprüche der Insolvenzmasse gegen Claassen bestehen. Er sagte nach der Unterzeichnung, dass bei realistischer Einschätzung keine Aussicht bestand, den Rechtsstreit zu gewinnen. Eine Weiterführung hätte daher nur unnötig das Insolvenzverfahren mit weiteren Kosten belastet und verzögert. Im August 2011 wurde bekannt, dass die BaFin im Rahmen einer formellen Untersuchung den Vorwurf des Insiderhandels im Zusammenhang mit dem Amtsantritt von Claassen prüft.
Anfang April 2012 verklagte Claassen seinen ehemaligen, inzwischen insolventen Arbeitgeber erneut vor einem US-amerikanischen Gericht im Bundesstaat Kalifornien auf Schadenersatz. Er begründete seine Klage mit einer angeblichen Rufschädigung durch Unternehmensvertreter. Wegen deren Äußerungen gegenüber der Presse und der Öffentlichkeit habe er keine neue Anstellung gefunden.

### Weitere Tätigkeiten
Von 2008 bis 2009 war Claassen als Berater für den US-amerikanischen Finanzinvestor Cerberus tätig. Seit 2013 ist er wieder als Senior Advisor für das Unternehmen tätig.
Anfang Juni 2014 wurde er zum Mitglied des Aufsichtsrats der MIFA Mitteldeutsche Fahrradwerke AG bestellt. Im Zuge des folgenden Insolvenzverfahrens lieferte er sich zusammen mit dem Hauptaktionär Carsten Maschmeyer einen Rechtsstreit mit dem Insolvenzverwalter um den Einfluss im Unternehmen. Maschmeyer und Claassen unterlagen. Im Dezember 2014 wurde Mifa vom Insolvenzverwalter an die Unternehmerfamilie Nathusius verkauft.
Claassen ist Mitgründer und Anteilseigner der Rulebreaker Management GmbH. Der Start-Up-Inkubator aus Hannover soll disruptiven Geschäftsmodellen und Innovationen zum Erfolg verhelfen. Unter anderem beteiligt sich Rulebreaker an der Freelancer-Plattform Smartjobr, in die auch Claassen persönlich investiert.
Ferner agiert Claassen als Beirat der EIM Executive Interim Management GmbH.

## Im Fußballgeschäft

### Hannover 96
Claassen war im Jahr 1997 für 74 Tage Präsident des damaligen Regionalligisten Hannover 96. Bei Trainern, Spielern und Fans stieß Claassens Sanierungsplan für den Fußballverein auf Widerstand. Nachdem Claassen den Vereinsmanager Franz Gerber, gegen den er auch gerichtlich vorging, fristlos entlassen hatte, wurde er aus dem Vereinsumfeld massiv bedroht. Claassen kam daraufhin stets mit Personenschützern ins Stadion. Angesichts seiner drohenden Abwahl trat er im Herbst 1997 von seinem Amt zurück.
Unter Claassen drang die EnBW als Sponsorin des Karlsruher SC im Januar 2005 mit Erfolg darauf, den neuen Cheftrainer des KSC Reinhold Fanz zu entlassen. Dieser war erst eine Woche zuvor berufen worden. Die EnBW hatte damit gedroht, den laufenden Sponsorenvertrag nicht mehr zu erneuern, falls Fanz weiter für den KSC tätig bleibe. Den Hintergrund bildete eine gut sieben Jahre zurückliegende Auseinandersetzung zwischen Claassen und Fanz, der damals Trainer von Hannover 96 war. In einem Interview der Hannoverschen Allgemeinen Zeitung hatte dieser seinem Vereinspräsidenten Claassen im Zusammenhang mit Gerbers fristloser Entlassung sämtlichen Fußball-Sachverstand abgesprochen und ihn der Lüge bezichtigt. Claassen hatte Fanz daraufhin diese Äußerung per Gerichtsbeschluss unter Androhung einer Geldbuße von 250.000 Euro untersagen lassen.

### RCD Mallorca
Im November 2010 stieg Claassen als privater Investor bei RCD Mallorca ein und übernahm für 500.000 Euro zehn Prozent der Klubanteile mit dem Ziel, den Club zu einer europaweiten Marke zu entwickeln. Ende 2011 erhöhte Claassen seinen Anteil auf 20 Prozent, indem er Anteile von Rafael Nadal und dessen Onkel Toni Nadal erwarb. Als Verwaltungsrat kümmerte er sich fortan insbesondere um das Sponsoring.
Im März 2012 verklagte Claassen den Vereins-Vorstand auf Schadenersatz in Höhe von 600.000 Euro, da dieser für dessen Anteile deutlich weniger gezahlt hatte. Am 24. März wies das zuständige Gericht in Palma de Mallorca die Klage ab.
Im November 2014 kaufte das Ehepaar Claassen gemeinsam weitere 25 Prozent der Klubanteile. Seit Dezember 2014 war Utz Claassen Präsident und Hauptgeschäftsführer des Vereins, seine Frau Annette wurde Bevollmächtigte. Claassen war damit der erste deutsche Besitzer eines Fußballvereins weltweit. Wegen seines Engagements und dem Ziel, den damaligen Zweitligisten wieder in die Erstklassigkeit zu führen, betitelte ihn Die Zeit 2015 als „König von Mallorca“.
Im Januar 2016 erwarb die US-Investorengruppe Liga ACQ Lagacy Partners LLC im Rahmen einer Kapitalerhöhung 80 Prozent der Anteile; Claassen behielt die restlichen 20 Prozent bis September 2016. Die Gruppe gehört dem Phoenix-Suns-Eigentümer Robert Sarver, dem Vizepräsidenten der Phoenix Suns Andy Kohlberg und dem zweimaligen NBA-MVP Steve Nash.
Ferner übernahm im Juni 2016 Monti Galmés die Position des Vereinspräsidenten von Claassen. Dieser begründete sein Ausscheiden mit der institutionellen und finanziellen Sanierung des Klubs durch eine strategische Neuausrichtung. Durch die Investoren und der Kapitalerhöhung um über 20 Millionen Euro werde die finanzielle Stabilität nachhaltig gesichert.

## Universitäres Engagement
Utz Claassen ist seit 2001 regelmäßig aktiv lehrender Honorarprofessor am Institut für Controlling der Leibniz Universität Hannover sowie seit 2009 Botschafter der Universität.
Er hat zudem seit 2001 einen mehrjährigen Lehrauftrag an der Georg-August-Universität Göttingen, Fachbereich Betriebswirtschaftslehre und war von 2001 bis 2003 Mitglied des externen Sachverständigenrates der Georg-August-Universität Göttingen. 2003 bis 2012 war er Mitglied des Stiftungsrates sowie des erweiterten Stiftungsrates der Georg-August-Universität Göttingen.
Seit 2009 fungiert Claassen ferner als Professor für Innovative Unternehmensführung, Risikomanagement und Wissensmanagement an der GISMA Business School.

## Weitere Ämter
- 2001 bis 2003 war Claassen Vorsitzender des Verbandes der deutschen feinmechanischen und optischen Industrie e. V., Köln (seit Mai 2002 im Rahmen einer Neuausrichtung umbenannt in: SPECTARIS, Deutscher Industrieverband für optische, medizinische und mechatronische Technologien e. V.).[95]
- 2006 bis 2009 war Claassen Vorsitzender der BDI Initiative Innovationsstrategien und Wissensmanagement des Bundesverbandes der Deutschen Industrie e. V. (BDI), die 2008 in BDI Initiative Wissens- und Kompetenzmanagement umbenannt wurde. Im gleichen Zeitraum war Claassen Mitglied der Forschungsunion Wirtschaft-Wissenschaft des Bundesministeriums für Bildung und Forschung.[94]
- Claassen engagiert sich ehrenamtlich, unter anderem als Mitglied des Vorstandes der 'Stiftung Niedersächsische Wirtschaftsforschung' und als ständiges Mitglied im Entscheidungskuratorium des Innovationspreises der deutschen Wirtschaft. Diese Tätigkeit erregte besondere Aufmerksamkeit, weil in seine Zeit als Aufsichtsratsmitglied auch die Verleihung des Preises an ihn selbst (im Jahr 2016) und an sein Unternehmen Syntellix (2013) fielen.[96]
- Daneben war er ehrenamtliches Jurymitglied bei „Top 100“, einer Auszeichnung für die innovativsten Unternehmen des deutschen Mittelstandes. Gekürt wird u. a. ein „Innovator des Jahres“.[97] International engagiert sich Claassen ehrenamtlich unter anderem als Mitglied des Kuratoriums des Festival Mùsica Mallorca und des Oxford and Cambridge University Club London. Er ist Economic Adviser of Municipal Government of Wuhu/China und Ordentliches Mitglied der Akademie der medizinisch-technischen Wissenschaften (AMTN) Russland in Moskau.[98]
- Claassen hat zahlreiche Beirats-Mandate inne, unter anderem bei der Wirtschaftsprüfungsgesellschaft Deloitte (seit 2009) und der Deutschen Bank Hannover; zudem war er bis 2017 Mitglied im Beirat der Firmengruppe Otto Bock.[99][100]

## Publizistische Tätigkeiten
Claassen ist Buchautor sowie Autor zahlreicher wissenschaftlicher Veröffentlichungen. Thematisch befasst er sich vor allem mit Unternehmensführung, Wissens- und Risikomanagement, Innovation und Kommunikation. Hierzu äußert er sich auch in Interviews und Zeitungsbeiträgen – etwa im Manager Magazin.

### Buchveröffentlichungen
- Großhirnforschung, Unternehmer und Wirtschaftspolitik. Ein interdisziplinärer Ansatz am Beispiel interhemisphärischer Relationen. Lang, Frankfurt am Main [u. a.] 1987, ISBN 3-8204-9766-8.
- Science park and technology centre performance in Great Britain and West Germany. An empirical study based on user experience. Universität Hannover 1989. (Dissertation)
- mit Jürgen Hogrefe: Das Helle und das Dunkle. Ethik, Energie, Ästhetik. Steidl, Göttingen 2003, ISBN 3-88243-994-7.
- mit Jürgen Hogrefe: Das neue Denken – das Neue denken. Ethik, Energie, Ästhetik. Steidl, Göttingen 2005, ISBN 3-86521-120-8.
- Mut zur Wahrheit. Wie wir Deutschland sanieren können. Murmann Verlag, Hamburg 2007, ISBN 978-3-938017-83-8
- Wir Geisterfahrer. Wir denken falsch. Wir lenken falsch. Wir riskieren die Zukunft unserer Kinder. Murmann Verlag, Hamburg 2009, ISBN 978-3-86774-066-1; Claassen analysiert darin die Ursachen der Finanzmarktkrise.
- Atomblut: Ein Wirtschaftskrimi. Econ Verlag, Berlin 2012, ISBN 978-3-430-20130-8. Das Buch ist Claassens erster Krimi.
- Unbequem. Konsequent erfolgreicher als andere. Ariston Verlag, München 2013, ISBN 978-3-424-20096-6.
- mit Ralph Guise-Rübe: Überlastet, überfordert, überrannt: Unser Rechtsstaat vor dem Zusammenbruch. Finanzbuch Verlag, München 2020, ISBN 978-3-95972-348-0.

### Wissenschaftliche Veröffentlichungen
- Infrastructure Industries – Innovation wird auch in der Energiewirtschaft über Erfolg oder Misserfolg entscheiden. In: Profitables Unternehmenswachstum: Innovation und Technologie als Werttreiber, Festschrift für Prof. Dr. Tom Sommerlatte zum 70. Geburtstag, Arthur D. Little, 2008, S. 45–56.
- Innovationsfeld Energie – Der Beitrag der Forschungsunion zur Energieforschung in Deutschland. In: Wissenschaftsmanagement 3, Mai/Juni 2007, Lemmens Medien: Bonn 2007.
- Anmerkungen zur energiepolitischen Diskussion. In: NIW-Vortragsreihe, Band 16, Hrsg.: Niedersächsisches Institut für Wirtschaftsforschung: Hannover 2007.
- Sanierung. In: Handwörterbuch der Betriebswirtschaft (HWB), 6. Auflage, Schäffer – Poeschel: Stuttgart 2007.
- Das China Syndrom: Klimaschutz und Energiepolitik. In: Die Umweltmacher – 20 Jahre BMU – Geschichte und Zukunft der Umweltpolitik, Hrsg.: Bundesministerium für Umwelt, Naturschutz und Reaktorsicherheit, Hoffmann und Campe: Hamburg 2006.

## Auszeichnungen
- Innovation Award (2002) der Deutschen Gesellschaft für Verbandsmanagement e. V. als Vorsitzender des Verbandes SPECTARIS.[106][107]
- Wissensmanager des Jahres (2003), verliehen von der Commerzbank für seine Verdienste als Manager der Sartorius AG.[108]
- Verdienstkreuz erster Klasse des niedersächsischen Verdienstordens (2003).
- Russischer Orden des heiligen Nikolaus (2005). Nach Angaben des russischen Lobbyisten Andrey Bykov erhielt er die Auszeichnung als Gegenleistung für Maßnahmen der „politischen Landschaftspflege“ (Euphemismus für ein günstiges Geschäftsklima schaffen). Demnach zahlte die EnBW unter Claassen insgesamt 130 Millionen Euro an Bykov, der damit unter anderem Schulen, Krankenhäuser und Schachvereine finanzierte.[109][110]
- Ritterorden der französischen Ehrenlegion (2006) für seine Zusammenarbeit mit der Electricité de France als Vorstandsvorsitzender der EnBW.[23]
- Balearische Regionalauszeichnung Premio Ramón Llull (2016) für sein Engagement beim RCD Mallorca.[111]
- Innovationspreis der deutschen Wirtschaft 2016 in der Kategorie „Innovativster Unternehmer International“.[112]

## Privates
Mit seiner Ehefrau Annette hat Claassen eine Tochter. Claassen lebt seit mindestens 2023 in Singapur und gibt an, wegen gesundheitlicher Probleme nicht per Flugzeug reisen zu können.